# 尼姆 (匈牙利)
尼姆，是匈牙利绍莫吉州所辖的一个村。总面积9.76平方公里，总人口298，人口密度30.5人/平方公里（2011年1月1日）。